# Motorola SLVR L2
El Motorola SLVR L2 o Motorola L2 es un teléfono móvil de forma candybar muy delgado, fabricado por Motorola. El L2, que carece de cámara, memoria externa y música, apunta específicamente al mercado corporativo y gubernamental que generalmente prohíbe a los empleados utilizar teléfonos con estas características. No es comercializado específicamente bajo la designación SVLR.

## Especificaciones
| Tipo                         | Especificación                                                           |
| ---------------------------- | ------------------------------------------------------------------------ |
| Bandas                       | GSM 850 / GSM 1800 / GSM 1900 Europe/Asia: GSM 900 instead of 850        |
| Peso                         | 80 g                                                                     |
| Dimensiones                  | 110 x 49 x 10 mm                                                         |
| Forma                        | Candybar                                                                 |
| Duración de la batería       | Hablando: 5.83 horas (350 minutos) En espera: 380 horas (15.8 días)      |
| Tipo de batería              | LiIon 720 mAh                                                            |
| Pantalla                     | Tipo: LCD (Color STN) Colores: 65,536 (16-bit) Tamaño: 128 x 160 píxeles |
| Plataforma / OS              | (N/A)                                                                    |
| Memoria                      | 10 MB                                                                    |
| Capacidad de la agenda       | 500                                                                      |
| FCC ID                       | IHDT56FW1                                                                |
| Ringtones                    | Soporta formato mp3                                                      |
| Ringtones polifónicos        | Chords: 24                                                               |
| Datos de Alta-Velocidad      | Tecnología: GPRS clase 10                                                |
| Java (J2ME)                  | Versión: MIDP 2.0, CLDC 1.110                                            |
| Múltiples números por nombre | Números por entrada: 6                                                   |
| Texto predictivo             | Tecnología: iTAP                                                         |
| Altavoz                      | Tipo: Full-Duplex                                                        |
| USB                          | mini-USB                                                                 |
| Internet inalámbrica         | WAP 2.0                                                                  |
| Alarma                       | Si                                                                       |
| Bluetooth                    | Si                                                                       |
| Calculadora                  | Si                                                                       |
| Calendario                   | Si                                                                       |
| Gráficos personalizados      | Si                                                                       |
| EMS                          | Si                                                                       |
| Juegos                       | Si                                                                       |
| MMS                          | Si                                                                       |
| Múltiples lenguajes          | Si                                                                       |
| Teclas laterales             | Si                                                                       |
| Plantillas de SMS            | Si                                                                       |
| Vibrador                     | Si                                                                       |